# Kira Wager
Kira Wager, född 1971 i Laxå är en svensk-norsk målare.
Wager växte upp i Helsingfors och studerade konst vid Nordiska konstskolan i Karleby 1991-1993. Hon flyttade till Oslo 1994 och studerade där vid Statens kunstakademi i Oslo 1994-1998 med avbrott 1997 då hon studerade vid Helsingfors konstakademi. Separat har hon ställt ut på bland RARE Gallery i New York 2004, Gallery K 2003, Bergen Kunsthall (2002), Samtidskunstforum i Oslo 2001och på Kunstnerforbundet i Oslo 1999. Wager målar ofta med olja på pvc med motiv baserade på fotografier. För Stortinget målade hon tavlan Olav V avger tronseden 1958 som blev Stortingets gåva till kungaparets 80-års dag. Wager är representerad vid bland annat Museet for samtidskunst, Utsmykningsfondet/KORO, Norsk Hydro, Norsk Kulturraad samt Oslo Högskola och ingår i Nasjonalgalleriets basutställning.